# Seznam hrvaških smučarjev
Seznam hrvaških smučarjev.

## B
- Sebastian Brigović

## D
- Leona Dvornik

## F
- Matea Ferk
- Nika Fleiss
- Jakov Fak

## G
- Renato Gašpar

## J
- Ana Jelušić

## K
- Lav (Vladimir) Kalda (1914-95)
- Elias Kolega
- Samuel Kolega
- Andrea Komšić
- Ivica Kostelić
- Janica Kostelić

## L
- Tvrtko Ljutić
- Zrinka Ljutić

## M
- Mladen Maravić (1904-86)
- Iva Mišak

## N
- Sofija Novoselić

## P
- Tea Palić
- Vedran Pavlek
- Leona Popović

## R
- Ivan Ratkić
- Istok Rodeš

## Š
- Ivica Šafar (1915-2015) (tekač-Delnice)
- Dalibor Šamšal
- Matilda Šola
- Tin Široki
- Iva Štimac

## T
- Saša Tršinski

## U
- Max Ullrich

## V
- Matej Vidović
- William Vukelić

## Z
- Natko Zrnčić-Dim
- Filip Zubčić